# Baka (Tokombéré)
Pour les articles homonymes, voir Baka.
Baka est une localité du Cameroun située dans le département du Mayo-Sava et la Région de l'Extrême-Nord, à proximité de la frontière avec le Nigeria. Elle fait partie de l'arrondissement de Tokombéré et du canton de Mouyengué.

## Population
En 1966-1967 la localité comptait 553 habitants, principalement des Mouyeng. À cette date elle disposait d'une école catholique à cycle incomplet.
Lors du recensement de 2005, 1 210 personnes y ont été dénombrées.